# 慶祝香港回歸祖國二十周年文藝晚會
慶祝香港回歸祖國二十週年文藝晚會為香港特別行政區政府為慶祝香港回歸中華人民共和國二十週年而舉辦的活動之一。晚會由康樂及文化事務署主辦，中國中央電視台、香港電視廣播有限公司承辦，於2017年6月30日晚上8時在灣仔會議展覽中心舉行。由汪明荃、鄧梓峰、陳貝兒、中國中央電視台主持人任魯豫、中國資深演員張凱麗共同主持，中央電視台綜合頻道、綜藝頻道、新聞頻道及無綫電視翡翠台現場直播。中共中央總書記習近平和夫人彭麗媛、行政長官梁振英和夫人梁唐青儀等出席觀看晚會。

## 晚會内容
- 合唱《回歸組曲》：《東方之珠》《我的中國心》《香港我家》
  - 領唱：馮允謙、林師傑、陳國峰、伍富橋、劉佩玥、譚嘉儀、谷婭溦
  - 合唱：香港兒童合唱團
  - 伴奏：香港中樂團、香港管弦樂團
- 《友爱长存》（林子祥、叶倩文）
- 民樂演奏《龍年新世紀之太陽》（香港中樂團）
- 武術表演《百年國術自强不息》（中華國術總會）
- 鋼琴演奏《黄河船夫曲》（郎朗、甄子丹、梁俊晟）
- 《Victory》《We are the champions》（李克勤、香港運動員，小提琴：姚珏）
- 雜技《地圈》（中國雜技團）
- 《天耀中華》（廖昌永、王祖蓝、喻越越、陳倩倩、香港兒童合唱團、星海音樂學院）
- 舞劇《風雲》選段（香港舞蹈團）
- 電影音樂演奏《臥虎藏龍》（李垂誼）
- 《明星》（古巨基）
- 《茉莉花》（莫文蔚）
- 《最好時光》（容祖兒）
- 《今夜無眠》（殷秀梅、莫華倫、魏松、阮余群、中央芭蕾舞團）
- 《不忘初心》（韓磊、譚維維、中央芭蕾舞團）
- 《獅子山下》《這是我家》（黎明、香港兒童合唱團）
- 《歌唱祖國》

## 收视
- 無綫電視翡翠台：19.7点[2]